# Herbert Tatzreiter
Herbert Tatzreiter (* 7. Mai 1938 in Waidhofen an der Ybbs, Niederösterreich) ist ein  österreichischer Germanist und derzeit emeritierter Universitätsprofessor am Fachbereich der germanistischen Sprachwissenschaft der Universität Wien. Er ist der Vater von Richard Tatzreiter.

## Publikationen
- mit Stephan Gaisbauer, Hermann Scheuringer, Franz Patocka: Sprachatlas von Oberösterreich. Mehrteiliges Werk, Adalbert-Stifter-Institut des Landes Oberösterreich, Linz 1998, ISBN 3-900424-15-2.[1]
- als Hrsg. mit Maria Hornung und Peter Ernst: Erträge der Dialektologie und Lexikographie. Festgabe für Werner Bauer zum 60. Geburtstag. Aufsatzsammlung, Edition Praesens, Wien 1999, ISBN 3-7069-0034-3.